# Aoife Casey
Aoife Casey (1 de junio de 1999) es una deportista irlandesa que compite en remo.
Ganó una medalla de bronce en el Campeonato Mundial de Remo de 2022, en la prueba de doble scull ligero. Participó en los Juegos Olímpicos de Tokio 2020, ocupando el octavo lugar en la misma prueba.

## Palmarés internacional
| Campeonato Mundial | Campeonato Mundial       | Campeonato Mundial | Campeonato Mundial |
| Año                | Lugar                    | Medalla            | Prueba             |
| ------------------ | ------------------------ | ------------------ | ------------------ |
| 2022               | Račice (República Checa) | Medalla de bronce  | Doble scull ligero |